# Ledropsis obligens
Ledropsis obligens är en insektsart som beskrevs av Walker 1858. Ledropsis obligens ingår i släktet Ledropsis och familjen dvärgstritar. Inga underarter finns listade i Catalogue of Life.